# Ruta Estatal de Nevada 361
La Ruta Estatal de Nevada 361, y abreviada SR 361 (en inglés: Nevada State Route 361) es una carretera estatal estadounidense ubicada en el estado de Nevada. La carretera inicia en el Sur desde la US 95     en Luning hacia el Norte en la US 50     en Middlegate. La carretera tiene una longitud de 101,1 km (62.853 mi).

## Mantenimiento
Al igual que las autopistas interestatales, y las rutas federales y el resto de carreteras estatales, la Ruta Estatal de Nevada 361 es administrada y mantenida por el Departamento de Transporte de Nevada por sus siglas en inglés Nevada DOT.

## Cruces
La Ruta Estatal de Nevada 361 es atravesada principalmente por la  SR 844     en Gabbs.